# Brione-Gerra
Brione-Gerra è stato un comune svizzero del Canton Ticino, nel distretto di Locarno. È stato soppresso nel 1852 con la sua divisione nei nuovi comuni di Brione Verzasca e Gerra Verzasca.